# Marie Lacigová
Marie Lacigová (7. března 1928 Pardubice – 2. dubna 2020 Plzeň) byla česká malířka, ilustrátorka a grafička.

## Život
Rodina jejího otce pocházela ze mlýna v Českém středohoří, strýc byl přírodovědec, v tomto prostředí získala svou celoživotní lásku k přírodě. Již jako malá chodila s otcem přírodní motivy malovat. Po absolvování reálného gymnázia v Praze vystudovala knižní a užitou grafiku pod vedením profesora Františka Muziky na Vysoké škole umělecko-průmyslové v Praze a v roce 1951 absolvovala Pedagogickou fakultu Univerzity Karlovy, kde jejími pedagogy byli Cyril Bouda, Martin Salcman a Miroslav Míčko. Od roku 1953 trvale žila a pracovala v Plzni. Krátce byla učitelkou výtvarné výchovy na základní škole, byla zaměstnána v propagaci Závodů V. I. Lenina (původně i později Škoda Plzeň), kde například vytvářela nástěnné kalendáře. Pracovala také v atelieru učebních pomůcek v Ústavu anatomie na Lékařské fakultě UK v Plzni, kde kreslila obrázky k publikacím a přednáškám pracovníků fakulty. Členkou Českého fondu výtvarných umělců byla od roku 1953, v roce 1990 vstoupila do Unie výtvarných umělců plzeňské oblasti. Obdržela Čestné uznání Ministerstva kultury ČSR v roce 1979. V roce 1996 jí byla udělena cena Pečeť města Plzně.

## Dílo
Marie Lacigová je autorkou mnoha knižních ilustrací, věnovala se především výtvarnému doprovodu pohádek a pověstí (např. K. J. Erbena, B. Němcové, J. Š. Baara, M. Korandové.). Její první prací byla ještě za studií kniha pohádek Zlaté ruce, která vyšla v roce 1951. Významným tvůrčím počinem byla celoroční práce na knize La Cabane des 7 nains Collectif,  která obsahovala 365 ilustrací. Poslední ilustrovanou knihou byly Krkonošské pohádky od Marie Korandové. 
Spektrum její volné tvorby bylo široké, zabývala se malbou, užitou grafikou i kresbou. Obrazy a kresby tvořila kombinovanou technikou, používala pastelky, tuš, tužky, tempery i olej, grafiky dělala leptem, litografií i suchou jehlou. 
Stálým námětem jí byla příroda – luční květiny, staré stromy, keře osídlené ptáky, ale často i rumištní rostliny. Vždy hledala ke svému obrazu nějaký příběh. Témata pro svou práci nacházela také v Plzni, v její architektuře, historii i folkloru a často je zpracovávala ve svých obrazech, kresbách i grafikách. Vytvořila řadu vedut historických měst na Plzeňsku i jinde. Přitom vždy prováděla důkladné rešerše v muzeích a vycházela ze znalosti historických reálií. Její práce byly velmi precizní, ale plné poezie. Malovala také portréty literárních postav i členů své rodiny a přátel. Byla autorkou přibližně 40 ex libris. 
Díla Marie Lacigové jsou zastoupena v Západočeské galerii, Artotéce města Plzně, Galerii umění v Karlových Varech, Galerii výtvarného umění Cheb a v Okresním muzeu a galerii Klatovy.

## Výstavy (výběr)
Výběr výstav:

### Samostatné výstavy
- 1978 – Galerie Dílo, Plzeň
- 1983 – Galerie výtvarného umění, Cheb
- 1984 – Letohrádek Ostrov, Ostrov
- 1988 – Malá galerie Československého spisovatele, Brno
- 1990 – zámek Kozel, Šťáhlavy
- 1998 – Galerie Jiřího Trnky, Plzeň
- 1998 – Galerie bratří Špillarů, Domažlice
- 2002 – 2003 – Západočeská galerie v Plzni, Plzeň
- 2002 – 2003 – Horácká galerie v Novém Městě na Moravě, Nové Město na Moravě
- 2002 – 2003 – Oblastní galerie Liberec
- 2003 – Výstavní síň „13“, Plzeň
- 2003 – Galerie výtvarného umění, Havlíčkův Brod
- 2003 – 2004 – Horácká galerie v Novém Městě na Moravě
- 2018 – budova historické radnice, Plzeň

### Skupinové výstavy
- 1977– Výtvarní umělci Západočeského kraje, Mánes, Praha
- 1978 – Soudobá užitá grafika,  Galerie Jaroslava Fragnera, Praha
- 1981 – Štětín (Polsko)
- 1985 – Žeň československého exlibris za rok 1984, Galerie na mostě, Hradec Králové
- 1986 – Přírůstky do sbírek za léta 1981-1985, Galerie výtvarného umění, Cheb
- 1987 – Budapešť (Maďarsko)
- 1988 – Západočeští výtvarní umělci - obrazy, sochy, grafika, realizace, užité umění, průmyslové výtvarnictví, Mánes, Praha
- 1989 – Západočeští výtvarní umělci Pravdě, Galerie Dílo, Plzeň
- 1995 – Členská výstava Unie výtvarných umělců plzeňské oblasti k 700. výročí založení města Plzně, Výstavní síň Masné krámy, Plzeň
- 1998 – Vltavotýnské výtvarné dvorky 1998, Městská galerie Art Club, Týn nad Vltavou
- 1998 – Tvůrci animovaného filmu a ilustrátoři dětské knihy, Městské muzeum, Týn nad Vltavou
- 2003 – Bilance 2003, Západočeská galerie v Plzni
- 2006 – Renáta Fučíková, Marie Lacigová:  Ilustrace k českým a moravským pověstem, Galerie moderního umění, Roudnice nad Labem